# Omos
Tolulope "Jordan" Omogbehin (sinh ngày 16 tháng 5 năm 1994), là đô vật chuyên nghiệp người Mỹ gốc Nigeria và cựu vận động viên bóng rổ đại học, hiện đang ký hợp đồng với WWE, nơi anh thi đấu trên thương hiệu Raw với tên Omos. Anh chơi bóng rổ cho Đại học Nam Florida và Đại học Bang Morgan. Sự nghiệp chơi bóng của anh từ 2012 đến 2015. Tháng 1 năm 2019, anh ký hợp đồng với WWE. Anh từng một lần giành đai đồng đội Raw cùng với AJ Styles.

## Giai đoạn đầu đời
Omogbehin sinh ra tại Lagos, Negeria. Sau khi gia đình anh di cư sang Hoa Kỳ, Omogbehin theo học và tốt nghiệp trường Cơ đốc giáo Atlantic Shores ở Chesapeake, Virginia. Thời học trung học, anh chơi bóng rổ và tiếp tục chơi ở vị trí trung tâm khi theo học Đại học Nam Florida. Omogbehin cho biết anh từng gặp huyền thoại bóng rổ Hakeem Olajuwon trong chuyến đi của đội USF Bulls đến Houston, Texas năm 2014. Omogbehin cũng chơi cho Đại học Bang Morgan trong suốt thời gian học tại đây. Từ 2014 đến 2015, anh chơi ở vị trí trung tâm cho đội Morgan State Bears.

## Sự nghiệp đấu vật

### WWE (2019–nay)

#### Đào tạo và ít xuất hiện (2019–2020)
Vào ngày 17 tháng 10 năm 2018, Omogbehin cùng sáu vận động viên khác ký hợp đồng với WWE, và được huấn luyện tại Trung tâm Huấn luyện và Biểu diễn WWE. Năm 2019, anh ra mắt trong một trận đấu tại house show ngày 18 tháng 7, đánh bại đội 3.0 trong trận hai chấp một. Anh vẫn đấu tại đây trong vài tháng sau. Ngày 15 tháng 6 năm 2020, anh ra mắt Monday Night Raw, khi anh được cho là thành viên "đáng kinh ngạc" của phe ninja, trong nhóm của Akiza Tozawa. Xuất hiện là thành viên cao nhất nhóm, anh còn được gọi là Big Ninja khi anh đứng trên võ đài trong trận đấu giữa Street Profits và The Viking Raiders. Tuy nhiên, sau đó, anh trở thành vệ sĩ theo cốt truyện, là người gác cổng và bảo vệ Raw Underground cho Shane McMahon.

#### Hợp tác với AJ Styles và nhà vô địch đồng đội Raw (2020–2021)
Sau khi Raw Underground bị hủy, anh bắt đầu hợp tác với AJ Styles vào tháng 10 năm 2020.
Tại Survivor Series, anh đổi tên thành Omos. Tại TLC: Tables, Ladders & Chairs, Omos cũng tham gia trận tranh đai WWE Championship theo luật quy định, ngăn The Miz giành đai và ném anh ta vào một cái bàn bên ngoài võ đài rồi đuổi theo John Morrison. Trong trận Royal Rumble (2021), Omos tự tham gia thi đấu khi giúp AJ không bị loại một số lần. Anh đã loại Big E, và Rey Mysterio dù không thi đấu. Anh cũng vẫn giúp AJ trong Elimination Chamber rồi bị quan chức cấp cao WWE Adam Pearce đuổi.
Raw ngày 15 tháng 3 năm 2021, Omos thông báo anh sẽ đấu trận đầu tiên chính thức tại WrestleMania 37, cùng AJ gặp New Day (Kofi Kingston và Xavier Woods) tranh đai WWE Raw Tag Team Championship. Tại sự kiện này, cả hai đã giành đai, sau khi Omos đè đếm Kofi. Tại SummerSlam ngày 21 tháng 8, đội của AJ Styles và Omos thua RK-Bro (Randy Orton và Riddle) trong trận tranh đai đồng đội Raw, qua đó chấm dứt 133 ngày nhóm giữ đai. Tại Extreme Rules, Omos và Styles cùng với Bobby Lashley đối đầu The New Day trong trận 6-man tag team, kết quả là Styles, Omos và Lashley thua trận đấu. Sau đó, có thông tin rằng Styles và Omos sẽ chạm trán RK-Bro một trận tái đấu tranh đai đồng đội tại Crown Jewel. Tại sự kiện này, họ đã không giành được đai.
Tại Survivor Series diễn ra vào ngày 21 tháng 11 năm 2021, Omos tham gia trận đấu dành cho cả hai thương hiệu là Raw và SmackDown, gồm 25 người nhằm tri ân 25 năm ngày The Rock ra mắt tại Survivor Series 1996. Omos loại nhiều người nhất với 12 người và thắng trận đấu sau khi loại người trụ lại sau cuối Ricochet. Sau nhiều tuần bất hoà giữa anh và Styles, trong Raw ngày 20 tháng 12 năm 2021, Omos từ chối thi đấu trong trận đồng đội giữa anh và AJ với Rey Mysterio và Dominik Mysterio, dẫn đến bất đồng ngày càng leo thang giữa hai người. Nhóm chính thức tan rã khi Omos và AJ tấn công nhau.

#### Thi đấu đơn và hợp tác với MVP (2022–nay)
Trong Raw ngày 3 tháng 1 năm 2022, một tuần kể từ khi đội của anh và Styles tan rã, một trận đấu giữa hai người được tổ chức, và Omos đánh bại Styles. Vào ngày 29 tháng 1, tại Royal Rumble, Omos lần đầu tiên tham gia trận đấu cùng tên ở vị trí 11, anh đã loại thành công các đối thủ Montez Ford, Angelo Dawkins, và Damian Priest trước khi Styles, Austin Theory, Chad Gable, Dominik Mysterio, Ricochet, và Ridge Holland cùng hợp sức loại anh. Tại đêm 2 WrestleMania 38, anh chạm trán Bobby Lashley nhưng bị đánh bại, đây là trận thua đầu tiên của anh tại WWE. Trong Raw ngày 4 tháng 4, Omos bắt đầu thù Lashley, và được tiếp tay bởi người quản lý tên MVP, vốn trước đó theo phe Bobby, tạo thành một nhóm giữa hai người. Anh đánh bại Lashley tại WrestleMania Backlash với sự giúp sức từ MVP, nhưng thua Bobby trong một trận lồng thép tại Raw ngày 16 tháng 5.

## Đời tư
Omogbehin thông thạo tiếng Anh và tiếng Pháp.

## Chức vô địch và danh hiệu
- WWE
  - WWE Raw Tag Team Championship (1 lần) — với AJ Styles.[27]
  - Battle Royal kỉ niệm 25 năm ngày The Rock ra mắt WWE.